# Bloque Noroccidental de las FARC-EP
El Bloque Noroccidental o Bloque José María Córdova o Bloque Iván Ríos era una de las 7 unidades subdivisionales de la guerrilla de las Fuerzas Armadas Revolucionarias de Colombia Ejército del Pueblo. (FARC-EP).

## Historia
El Bloque José María Córdova de las FARC-EP nació a partir del desdoblamiento del Frente 5 fundado en 1971 y activo en Antioquia y Córdoba,en 1988 se creó el Frente 34 en Antioquia, en la octava conferencia de las FARC-EP, se creó en 1993 el Bloque José María Córdova, pero en 2008 el Secretariado cambió el nombre en homenaje a ‘Iván Ríos’.  En los años 90 mantuvieron combates con facciones del ELN en Antioquia y atacaron a los desmovilizados del EPL y miembros del Movimiento Esperanza, Paz y Libertad, en Urabá( Masacre de La Chinita y otros hechos violentos). A partir de los 90 tuvo un repliegue y debilitamiento por el paramilitarismo en Antioquia, Córdoba y Chocó (con grupos como los Urabeños, las Autodefensas Campesinas de Córdoba y Urabá, las Autodefensas Unidas de Colombia y algunas Bacrim), además de la guerra con las Fuerzas Militares de Colombia que realizó Operaciones como la Operación Motilón y el Plan Patriota. En 2008 la comandante Karina se entregó y alias Rojas asesinó a Iván Ríos. Contaba con 1005 guerrilleros en 2009. Luego asume como Comandante del Bloque Luis Carlos Úsuga Restrepo alias 'Isaías Trujillo'.
El Frente 57 estaba comandado por Wilson Valderrama Cano, alias "Mauricio Jaramillo". Operó en el Urabá chocoano en la frontera entre Colombia y Panamá, controlando los cultivos y exportaciones ilegales de coca en la región con grupos paramilitares post-AUC como el Clan del Golfo de "Don Mario".
Desde los años 80 el Frente 57 tuvo un número de 500 militantes, pero debido a la influencia que empezó a ejercer el Bloque Elmer Cárdenas de las AUC en la región de Urabá, fue perdiendo hombres hasta llegar un número de no más de 30 hombres. Pero a raíz de la desmovilización de las Autodefensas y la presencia de grupos emergentes de las AUC al servicio del Narcotráfico que establecieron sociedades con esta estructura, presentó un crecimiento militar mayor al esperado.
Este Bloque, específicamente el Frente 58 con alias 'El Becerro' fue el responsable de la Masacre de Bojayá ocurrida en 2002, en combates con las AUC.
En 2008 se entrega Elda Neyis Mosquera García alias 'Karina' comandante del Frente 47, debido a la muerte de 'Iván Ríos' y la fuerte presión militar en la zona.
El 4 de octubre de 2010, la Fuerza Aérea Colombiana (FAC), bombardeó uno de los campamentos del frente 57 con el objetivo de dar muerte a Gilberto Torres Muñetón, alias 'El Becerro', jefe de dicho frente. 'El Becerro' es responsable de secuestros y de narcotráfico, (un campesino con el mismo nombre fue recluido injustamente 13 años).
En marzo del 2015 muere en combate 'El Becerro', por lo cual Omar de Jesús Restrepo alias "Olmedo Ruíz" es nombrado en la comandancia del frente 36 y del Frente 57 que operaba en el Chocó.

## Miembros principales
| Jerarquía                                      | Alias                                | Nombre                          | Nota                                             |
| ---------------------------------------------- | ------------------------------------ | ------------------------------- | ------------------------------------------------ |
| Comandante del Bloque                          | Isaías Trujillo, El Cucho o El Viejo | Luis Óscar Úsuga Restrepo       | Desmovilizado                                    |
| Comandante del Bloque                          | Iván Márquez                         | Luciano Marín Arango            | Actual jefe de Disidencias de las FARC-EP.       |
| Comandante Frente 47                           | Karina                               | Elda Neyis Mosquera García      | Se entregó al gobierno en 2008.                  |
| Comandante Frente 57                           | El Becerro                           | Gilberto de Jesús Torres        | Abatido en 2015.                                 |
| Comandante Frente 57                           | Olmedo Ruíz                          | Omar de Jesús Restrepo          | Desmovilizado, actual representante a la Cámara. |
| Comandante del Bloque                          | Iván Ríos                            | José Juvenal Velandia           | Asesinado por su guardaespaldas 'Rojas' en 2008  |
| Comandante Frente 5                            | Jacobo Arango                        | Luis Carlos Usuga Higuita       | Muerto en bombardeo en 2013                      |
| Segunda al Mando Frente 5                      | Mayerly                              | María Elda Ramírez              |                                                  |
| Comandante Frente 18                           | Román Ruiz                           | Alfredo Alarcón Machado         | Ideólogo del PCCC                                |
| Comandante Frente 34                           | Pedro Baracutado                     | Ancízar García Ospina           |                                                  |
| Segundo al mando Frente 34                     | El Paisa                             | Aicardo de Jesús Agudelo        | Abatido en 2008.                                 |
| Comandante Frente 36                           | Anderson                             | Ovidio Antonio Mesa Ospina      |                                                  |
| Segundo al Mando Frente 9                      | Eliécer                              | Gabriel Arcángel Galvis Montoya | Asesinado en 2012                                |
| Segundo al Mando Frente 47                     | “Rojas”                              | Pedro Pablo Montoya             | Asesinado en 2019.                               |
| Comandante Frente 58                           | Manteco                              | Jhoverman Sánchez               |                                                  |
| Comandante compañía o Frente Aurelio Rodríguez | Rubín Morro                          | Martín Cruz Vega                |                                                  |
| Frente Mario Vélez                             | Remorado o Alirio                    | Duberney Tuberquia              |                                                  |

## Estructuras militares y área de operaciones
Estaba conformado por 10 Frentes (5, 9, 18, 34, 36, 47, 57, 58, Mario Vélez, y Raúl Eduardo Mahecha), el Frente Urbano Jacobo Arenas y compañías móviles.
| Estructura                                          | Departamentos                          |
| Frente 5, Antonio Nariño                            | Córdoba, Antioquia                     |
| Frente 9, Atanasio Girardot                         | Antioquia                              |
| Frente 18, Cacique Coyara                           | Antioquia                              |
| Frente 34, Alberto Martínez                         | Antioquia, Chocó                       |
| Frente 36, Jair Aldana Baquero                      | Antioquia                              |
| Frente 47, Rodrigo Gaitán o Leonardo Posada Pedraza | Antioquia, Caldas,Risaralda            |
| Frente 57, Efraín Ballesteros                       | Antioquia, Chocó, Frontera con Panamá. |
| Frente 58, Mártires de Las Cañas                    | Antioquia, Córdoba                     |
| Frente Mario Vélez                                  | Antioquia                              |
| Frente Raúl Eduardo Mahecha                         | Antioquia                              |
| Frente Urbano Jacobo Arenas                         | Antioquia                              |
| Compañía o Frente Aurelio Rodríguez                 | Caldas, Risaralda y Chocó              |
| Compañía Móvil Mario Vélez                          | Antioquia                              |
| Compañía Héroes y Mártires del Cairo                | Antioquia                              |

## Delitos y financiación
Se financiaba de la extorsión y del corredor estratégico de la minería y el narcotráfico. Este Bloque está sindicado de delitos como desaparición forzada, desplazamiento forzado,secuestro, violencia basada en género y reclutamiento ilícito de menores.

### Secuestros
Secuestro del general Rubén Darío Alzate. Secuestro del entonces congresista Óscar Tulio Lizcano y secuestro y asesinato del Gobernador de Antioquia Guillermo Gaviria Correa, su asesor de paz, y exministro de defensa, Gilberto Echeverri Mejía y 8 secuestrados más, en mayo de  2003, durante un malogrado operativo de rescate.

### Masacres
- Puerto Nare, Antioquia (1986): 5 muertos.[19]
- Masacre de La Chinita, Antioquia (1994):35 muertos.[20]
- Bajo del Oso Apartadó, Antioquia (1995):25 muertos.[21]
- Los Kunas, Carepa, Antioquia (1995): 16 muertos.[22] Osaka, Carepa, Antioquia (1995).[23]
- Turbo, Antioquia (1985):8 muertos[24] (1996): 16 muertos[25] (1997):9 muertos.[26] (2007):6 muertos.[27]
- Samaná, Caldas(1999):4 muertos.[28]
- Salamina, Caldas (1999): 5 muertos.[29] (2002): 5 muertos[30]
- Nariño, Antioquia (1999): 16 muertos[31]
- Pensilvania, Caldas (2000): 14 muertos.[32]
- Masacre de Bojayá, Chocó(2001)74 a 119 muertos.[33]
- Tarazá, Antioquia (2001):19 muertos.[34] (2001): 25 muertos.[35]
- Tierralta, Córdoba (2001):6 muertos[36]
- San Rafael, Antioquia (2002):7 muertos.[37]
- Apartadó, Antioquia (2002): 9 muertos.[38]
- Mandé (Urrao), Antioquia (2003): 10 muertos.[39]
- Urrao, Antioquia (2003): 6 muertos.[40]
- Sonsón, Antioquia (2003) 5 muertos.[41]
- Pensilvania, Caldas (2004): 8 muertos.[42]
- San Carlos, Antioquia (2003):18 muertos[43] (2004) 7 muertos.[44]
- Argelia, Antioquia (2004) 6 muertos.[45]
- Quibdó, Chocó (2005) 4 muertos.[46]
- Valdivia, Antioquia (2005):14 muertos.[47]
- Yarumal, Antioquia. (2007): 4 muertos.[48]

### Narcotráfico
En los municipios de Tarazá, San Luis (Antioquia), Valdivia (Antioquia), Istmina y Nóvita se sembraron hasta 200 hectáreas de coca. Asimismo en Tarazá y Valdivia (Antioquia) se le han incautado laboratorios para el proceso de coca. Los municipios donde se encontraron estupefacientes son: Tarazá, Turbo (Antioquia), Valdivia (Antioquia), Juradó y Bajo Baudó.

## Proceso de Paz y desmovilización
Olmedo fue el encargado de dirigir la movilización del frente hacia el Espacio Territorial de Capacitación y Reincorporación "Silver Vidal Mora", ubicado entre Carmen del Darién y Riosucio (Chocó)donde se fomentaría la creación de proyectos productivos de alimentos y ecoturismo.
Espacio Territorial de Capacitación y Reincorporación ‘Jacobo Arango’ de la vereda Llanogrande en Dabeiba, Antioquia. Reparación a víctimas de Dabeiba, Urrao, Remedios e Ituango (Antioquia).
Se ha denunciado mal manejo de los bienes entregados por la guerrilla.